# Dyblin (gromada)
Dyblin – dawna gromada, czyli najmniejsza jednostka podziału terytorialnego Polskiej Rzeczypospolitej Ludowej w latach 1954–1972.
Gromady, z gromadzkimi radami narodowymi (GRN) jako organami władzy najniższego stopnia na wsi, funkcjonowały od reformy reorganizującej administrację wiejską przeprowadzonej jesienią 1954 do momentu ich zniesienia z dniem 1 stycznia 1973, tym samym wypierając organizację gminną w latach 1954–1972.
Gromadę Dyblin z siedzibą GRN w Dyblinie utworzono – jako jedną z 8759 gromad na obszarze Polski – w powiecie lipnowskim w woj. bydgoskim, na mocy uchwały nr 24/8 WRN w Bydgoszczy z dnia 5 października 1954. W skład jednostki weszły obszary dotychczasowych gromad Dyblin, Bachorzewo, Zbyszewo i Płomiany (bez wsi i kolonii Wierzniczka) ze zniesionej gminy Chalin oraz obszar dotychczasowej gromady Główczyn (bez wsi Płonczynek i Wylazłowo) ze zniesionej gminy Czarne w tymże powiecie. Dla gromady ustalono 23 członków gromadzkiej rady narodowej.
31 grudnia 1959 z gromady Dyblin wyłączono wsie Główczyn, Dyblin i Stróżewo oraz miejscowość Gołyszewy, włączając je do gromady Grochowalsk w tymże powiecie, po czym gromadę Dyblin zniesiono, włączając jej (pozostały) obszar do nowo utworzonej gromady Dobrzyń nad Wisłą w tymże powiecie.